# كيم كانغ-هيون
كيم كانغ-هيون (هانغل: 김강현) هو لاعب كرة قدم كوري جنوبي في مركز الوسط، ولد في 16 مايو 1985 في كوريا الجنوبية. لعب مع برسيبو بوجونيغورو وبوهانغ ستيلرز وبيرسيتا تانغيرانغ.

## وصلات خارجية
- كيم كانغ-هيون على موقع دوري كوريا الجنوبية (الإنجليزية)
- كيم كانغ-هيون على موقع قاعدة بيانات كرة القدم.إي يو (الإنجليزية)
- كيم كانغ-هيون على موقع Soccerway.com (الإنجليزية)